# Rosalie de Palerme
Sainte Rosalie, née Rosalia Sinibaldi vers 1125 et morte en 1160, est une sainte catholique, patronne de la ville de Palerme en Italie. Dans cette ville, elle est affectueusement appelée en sicilien Rusulia et la Santuzza (la petite sainte). Elle est fêtée le 4 septembre par l'Église catholique.

## Hagiographie
Elle est née vers 1125, au sein d'une noble famille normando-sicilienne. Elle était la fille de Sinibaldo Sinibaldi, seigneur de Quisquina et de Monte delle Rose, et de Maria Guiscarde, cousine de Roger II, roi de Sicile, et descendante de la famille de Charlemagne. C'était une jeune fille fort jolie et très pieuse qui vécut à la cour de Guillaume Ier de Sicile auprès de son épouse Marguerite de Navarre.
Un jour que son père partit à la chasse, il fut sauvé de l’attaque d’un animal sauvage - un lion selon la croyance habituelle - par un comte ou un prince nommé Baudoin. Ayant la vie sauve grâce à sa bravoure, il lui proposa une récompense. Déjà sensible à la beauté de Rosalie comme d’autres prétendants et sans doute très amoureux, il lui demanda la main de sa fille, ce qu’il accepta. La veille du mariage, tandis qu’elle s’approchait de son miroir personnel, elle y aperçut le visage de Jésus se refléter lui conseillant de se retirer du monde.
Impressionnée mais réceptive au message, s’engager religieusement ne lui sembla pas étrange en cette période de renouveau chrétien depuis que des rois normands avaient défait l'émirat de Sicile en 1091 et  que des monastères basiliens et bénédictins s’étaient établis sur l'île. Malgré ses 14 ans environ, elle décida de faire confiance et de répondre à l’appel ce qui la conduisit à rejoindre une grotte des monts Sicanes sur les terres de son père près de Quisquina et d’un couvent de moines basiliens. Elle y vécut en partageant son temps entre la prière, la piété et la contemplation, se contentant de très peu.

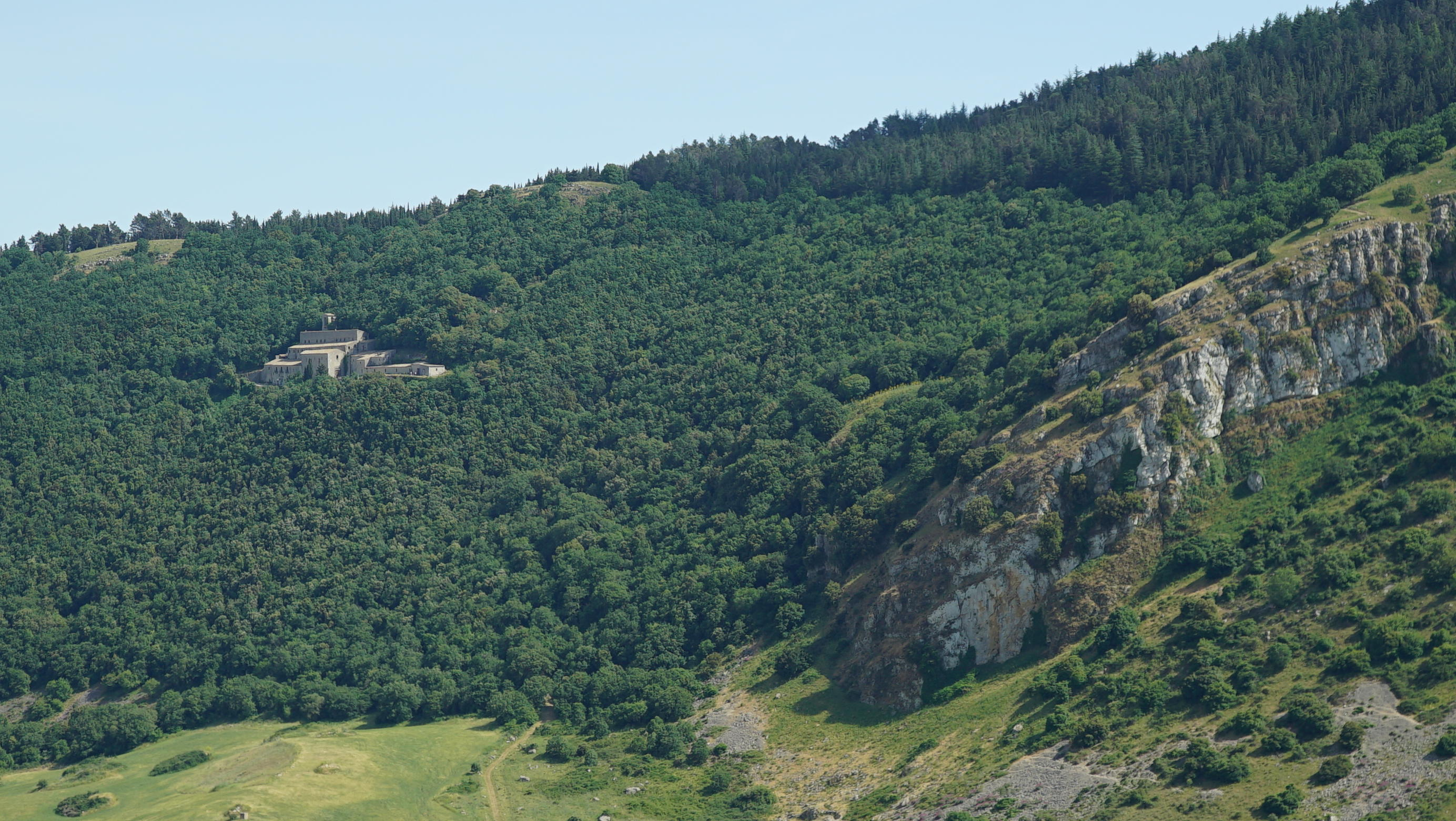
L'ermitage Sainte-Rosalie près de Quisquina.

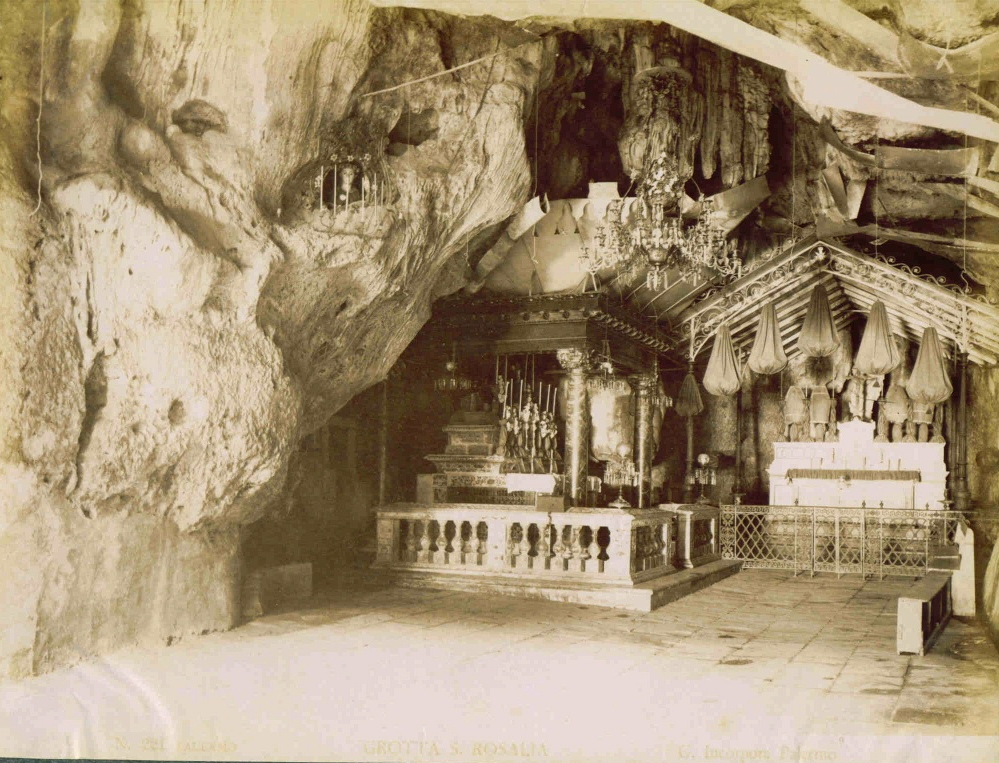
La grotte de sainte Rosalie du mont Pellegrino.

Quand bien plus tard, le 24 août 1624, deux maçons de Palerme découvrirent une inscription latine sur une pierre dans la grotte disant : « Moi, Rosalie, fille de Sinibaldo, seigneur de Quisquina et de Monte delle Rose, pour l'amour de mon Seigneur Jésus-Christ, j'ai décidé de vivre dans cette grotte », l’information se répandit et la croyance qu’elle avait été gravée par la jeune ermite elle-même rehaussa son aura de sainteté.  Elle y serait restée une période admise entre trois et douze ans environ.
Ensuite, elle quitta les lieux pour revenir à proximité de Palerme et elle s'installa dans une autre grotte du mont Pellegrino dominant la ville. Endroit défini par Goethe dans son Voyage en Italie comme le plus beau promontoire du monde. Depuis longtemps des anachorètes avaient choisi de vivre sur le mont et aux alentours et un nouveau couvent de bénédictins venait de s’y établir. Les quelques contacts que Rosalie avait avec eux ont pu permettre de témoigner de la qualité de sa vie ascétique et dévotionnelle. Elle passa les derniers temps de son existence à peu près comme elle avait commencé à le faire dans ses jeunes années à Quisquina, et elle mourut ainsi le 4 septembre 1160.

## Peste, découverte des reliques et patronage
En 1624, la peste se déclara à Palerme. Les prières et les implorations aux quatre protectrices traditionnelles de la ville (Agathe, Nymphe, Christine et Olive) et la procession des reliques des saints protecteurs (Roch, Sébastien, Philippe Néri) n'arrêtèrent pas l'épidémie.
C'est alors que Rosalie apparut à une femme mourante qui fut sauvée en buvant de l'eau de la grotte du mont Pellegrino et à qui la sainte révéla l'emplacement de ses reliques. Elle réitéra avec un savonnier venu sur le mont pour s'éloigner de la ville après la mort de sa femme et pour fuir l'épidémie. Rosalie lui demanda d'avertir le cardinal Giovanni Doria de son apparition et qu'elle voulait qu'il institue une grande procession annuelle avec ses reliques dans les rues de la cité.
Dès la fin de la première procession début juin 1625, la peste recula pour définitivement s'arrêter le 15 juillet, le jour de la découverte de ses reliques l'année précédente. Après ce miracle, sainte Rosalie fut vénérée comme la sainte patronne de Palerme et un sanctuaire fut érigé à l’endroit où ses restes avaient été retrouvés.
Elle est l'une des trois grandes saintes de Sicile, avec Lucie de Syracuse et Agathe de Catane (patronne la Vierge Marie), avec pour Palerme Nymphe, Olive et Benoît le Maure.

## Célébrations à Palerme

### LeFestinoà Palerme, fête patronale
Après la découverte de son corps le 15 juillet 1624 et pour remercier la Sainte d'avoir sauvé leur ville de la peste, les Palermitains prirent l'habitude de la célébrer durant un festival de six jours appelé U Festinu, du 10 au 15 juillet, la fête (Festino) culminant les deux derniers jours. Le 14, sa statue, entourée d'autres, est portée entre la cathédrale et la place du Quattro Canti, et le soir un grand feu d'artifice est donné. Ensuite, le  15 juillet, une procession religieuse avec la châsse de la Sainte (gardée dans la cathédrale de Palerme) descend la rue la plus ancienne de la ville (Il Càssaro) précédée des bannières des multiples sociétés pieuses.

### L'acchianata, fête liturgique

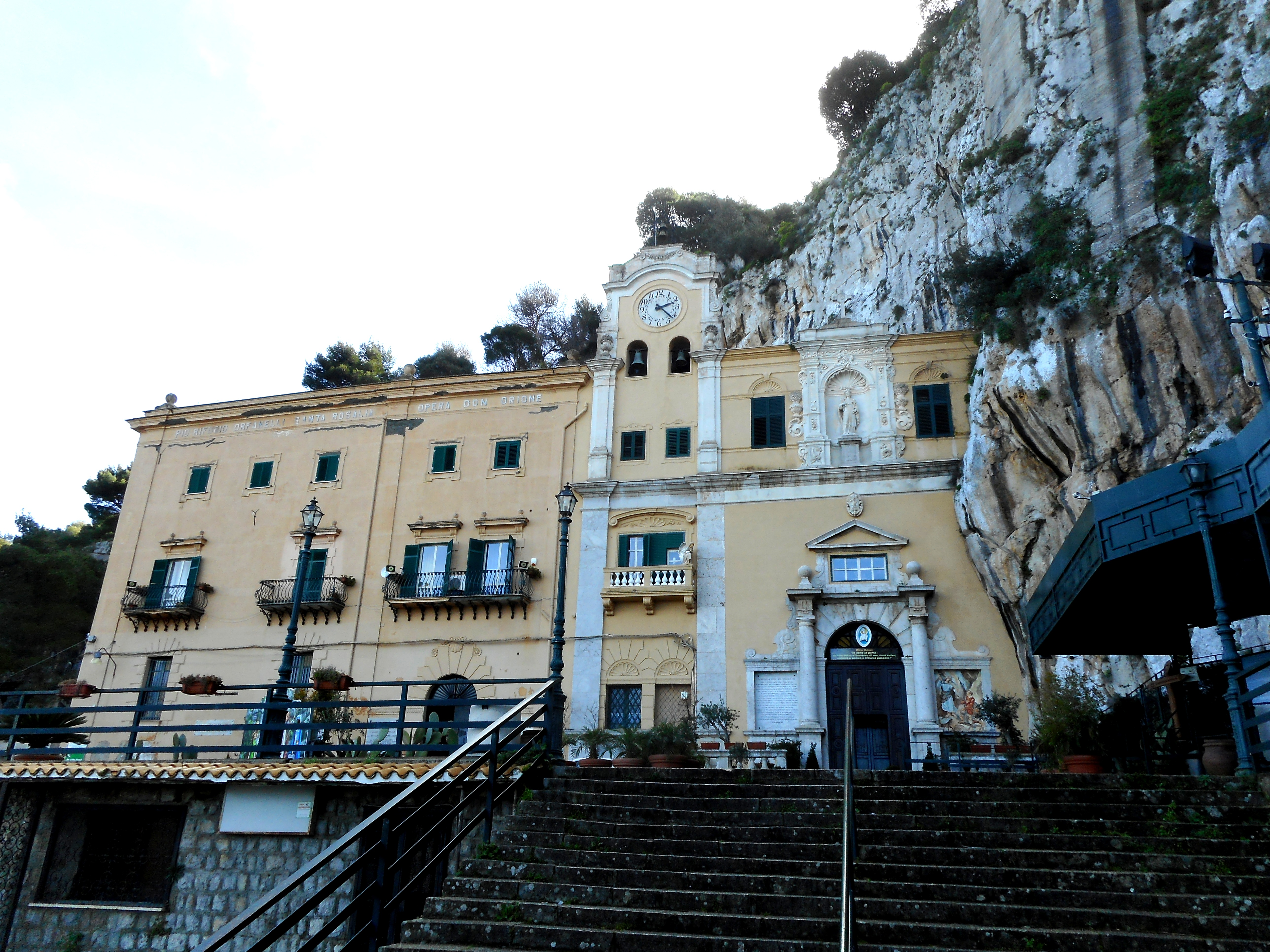
Le sanctuaire Sainte-Rosalie sur le mont Pellegrino.

L'acchianata (mot sicilien signifiant la montée) a lieu la nuit du 3 au 4 septembre, jour anniversaire de la mort de Rosalie. Les fidèles partent du pied du mont Pellegrino et, sur un parcours de quelques kilomètres, rejoignent le sanctuaire de sainte Rosalie (it), certains pèlerins montant pieds nus ou à genoux. Ils se retrouvent le matin du 4 septembre pour participer à la messe célébrée au sanctuaire.

#### Culte et pandémie de Covid-19
Durant la pandémie de Covid-19 en Italie, des processions sont organisées et des prières sont adressées à sainte Rosalie pour lui demander de protéger les habitants du virus, comme elle les avait protégés de la peste. En juillet 2020, le maire de Palerme la remercie mais doit annuler la majeure partie des festivités laïques et religieuses dédiées chaque été à sainte Rosalie. En 2021, à l'endroit où commence l'acchianata, un centre de vaccination est ouvert.

## Autres vénérations
- En Calabre, son culte est attesté dès le XIIe siècle[10].
- Elle est co-patronne de la province de Vibo Valentia.
- L'église Sainte-Rosalie dans le 13e arrondissement de Paris lui est attribuée, comme celle de Favara, en Sicile.
- Dans l’église Sainte-Marguerite de Lucéram se trouve une statue reliquaire de sainte Rosalie.
- La chapelle Sainte-Barbe de Zogelsdorf (en Basse-Autriche), a une statue de sainte Rosalie en face de la porte.

## Galerie

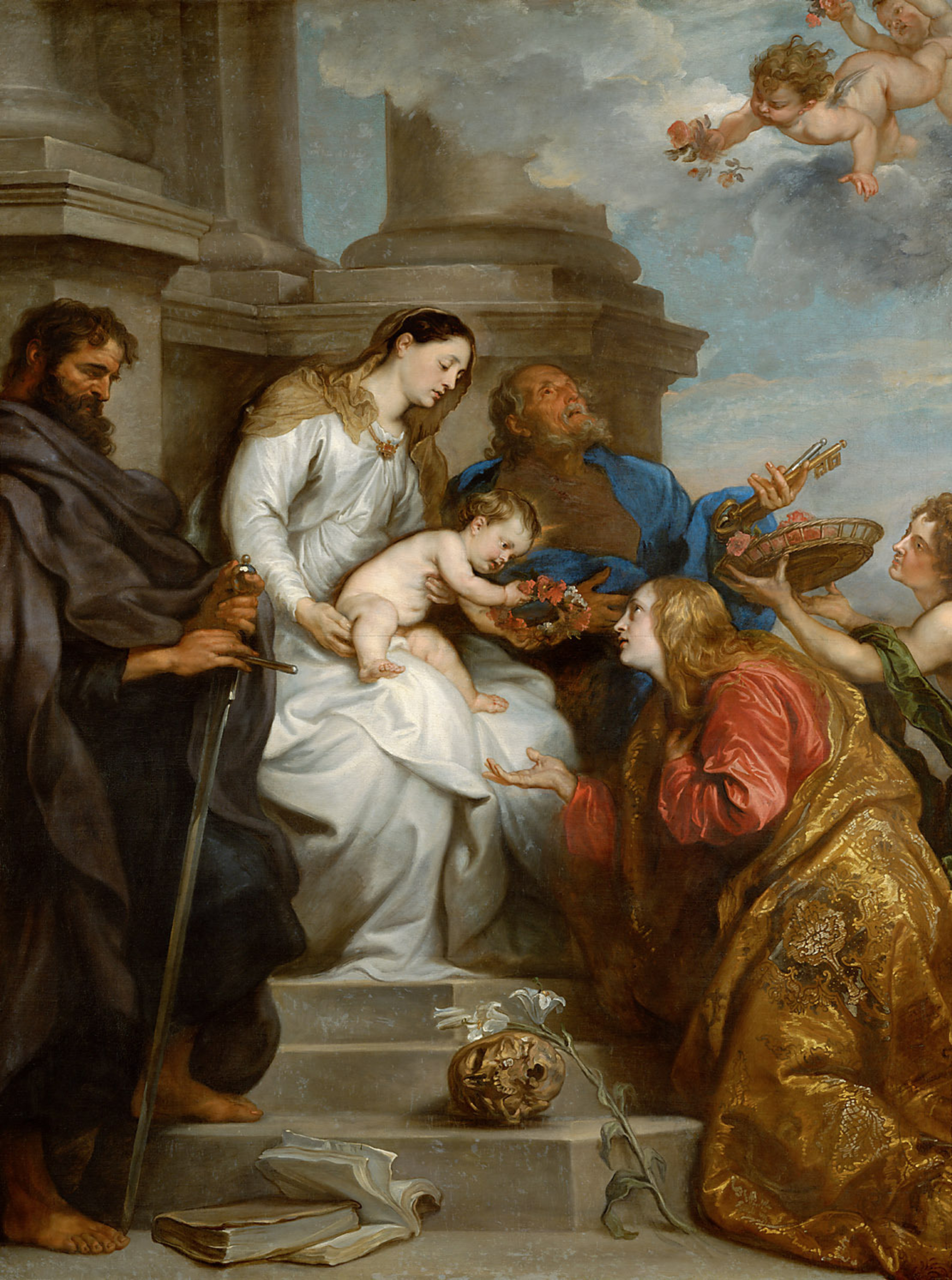
Couronnement de Sainte Rosalie, Antoine van Dyck (1629), musée d'Histoire de l'art de Vienne.
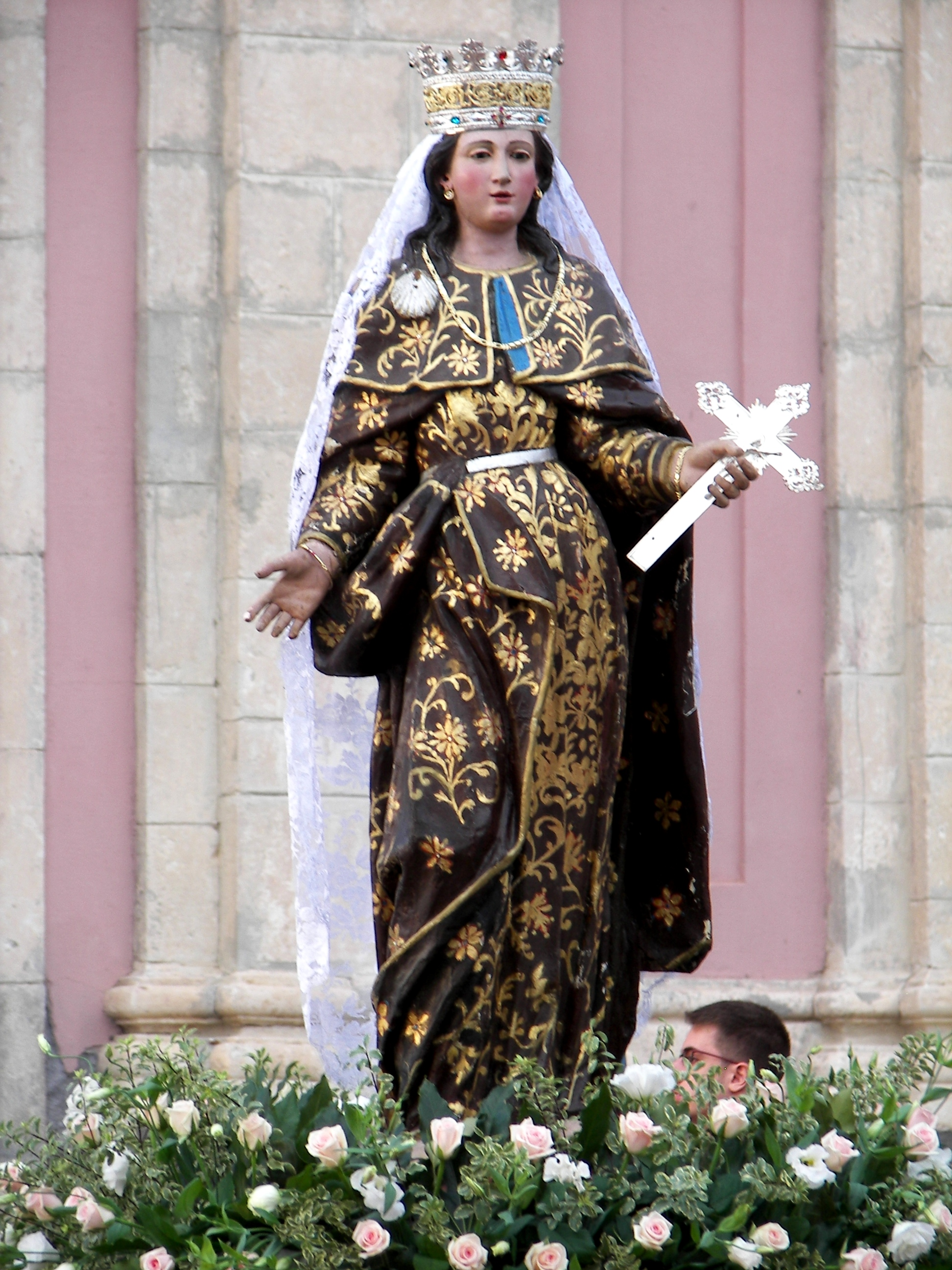
Statue de sainte Rosalie lors d'une procession à Centuripe.
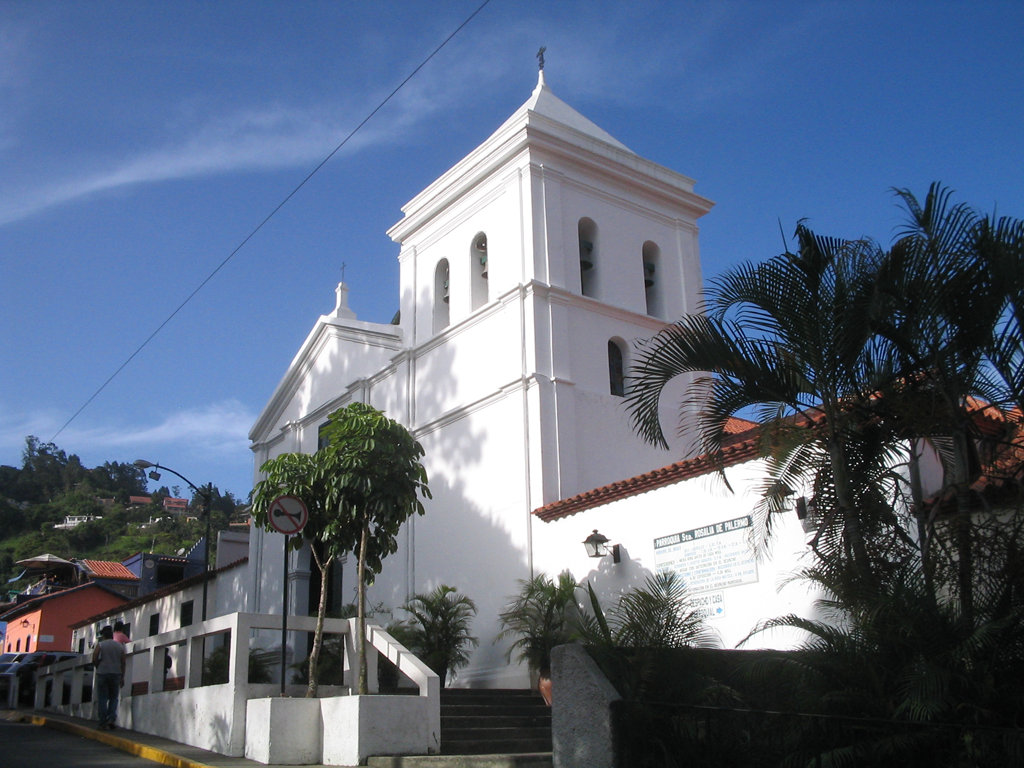
L’église Sainte-Rosalie à El Hatillo au Vénézuéla.
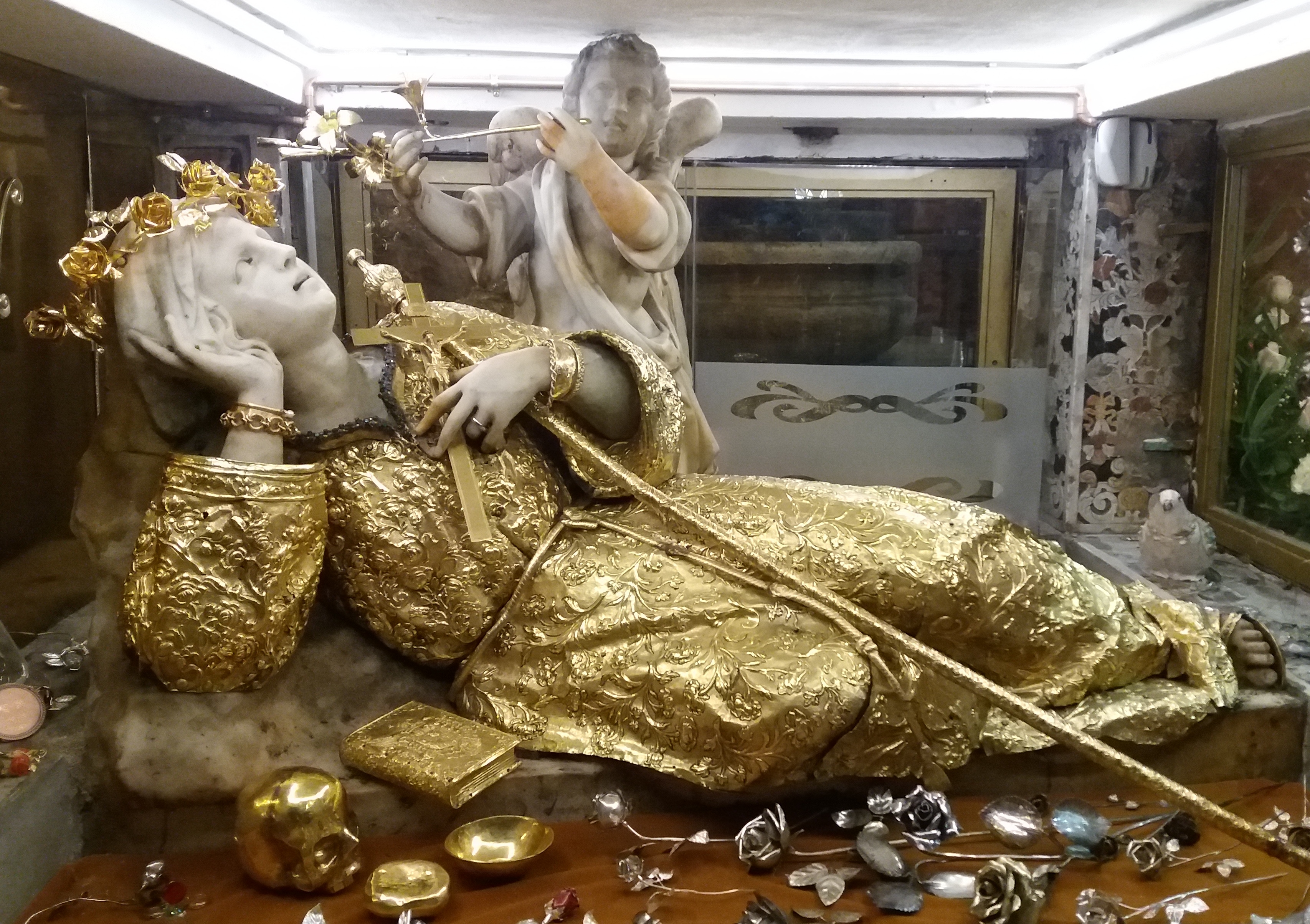
Statue en marbre blanc de Carrare placée sous l'autel du sanctuaire du mont Pellegrino, œuvre de Gregorio Tedeschi (1630).
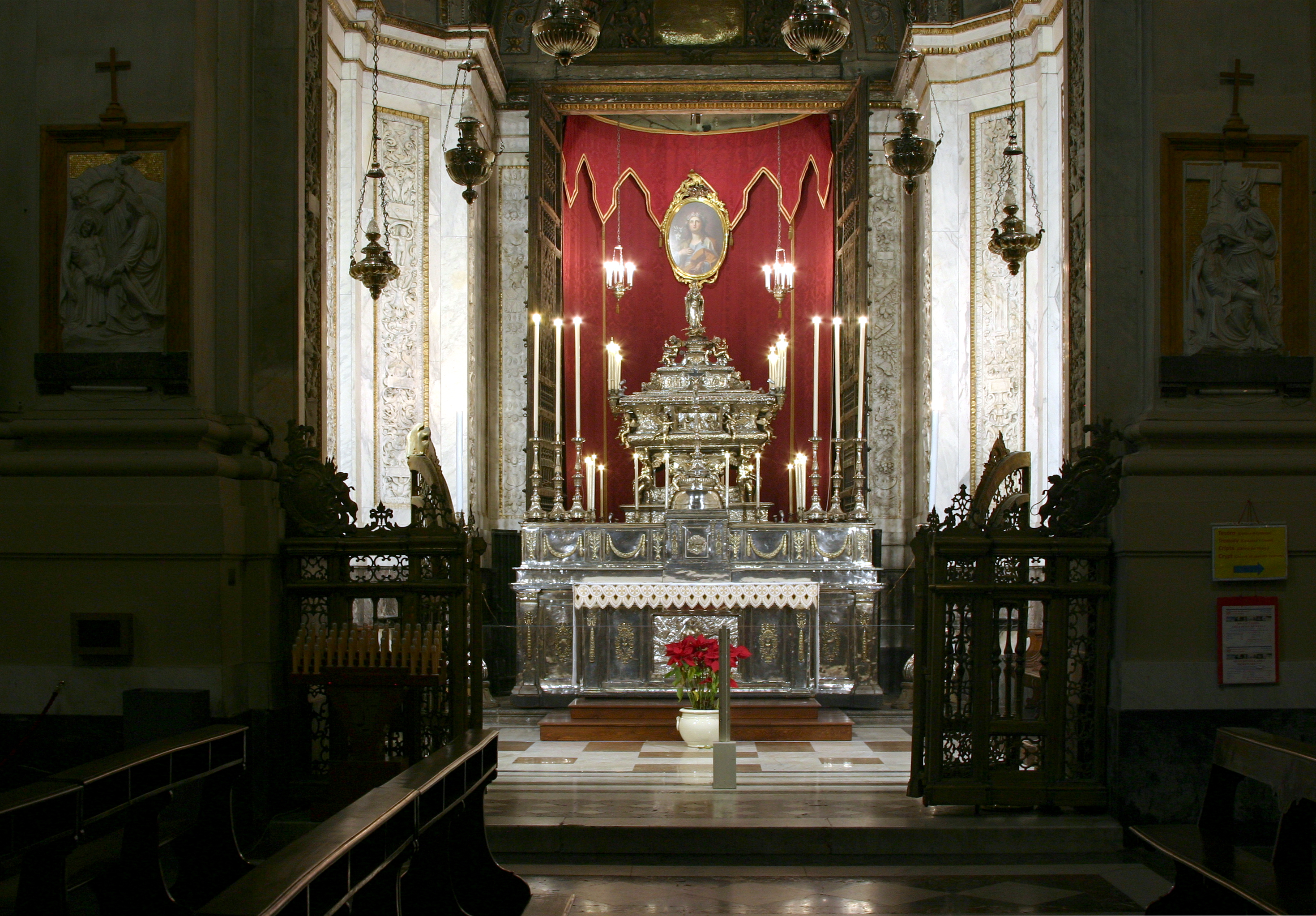
La chapelle Sainte-Rosalie de la cathédrale de Palerme avec ses reliques et une urne en argent du XVIIe siècle.
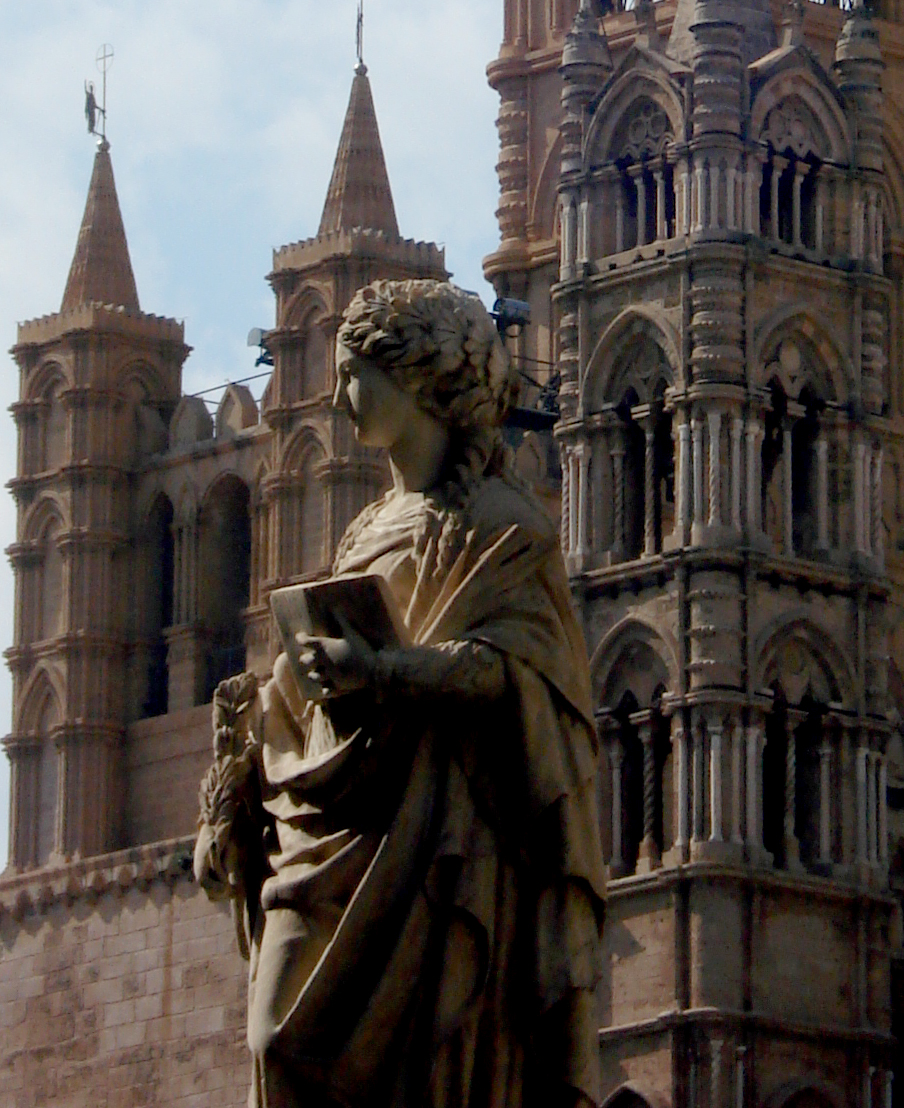
Statue de sainte Rosalie devant la cathédrale de Palerme.

## Divers
- Sainte-Rosalie est une ancienne ville du Québec, elle a été annexée à Saint-Hyacinthe en 2002.
- Le zoologue George Evelyn Hutchinson, en visite au sanctuaire, y a entamé une méditation sur les facteurs qui déterminent le nombre d'espèces dans les écosystèmes [11].